# Horná Poruba

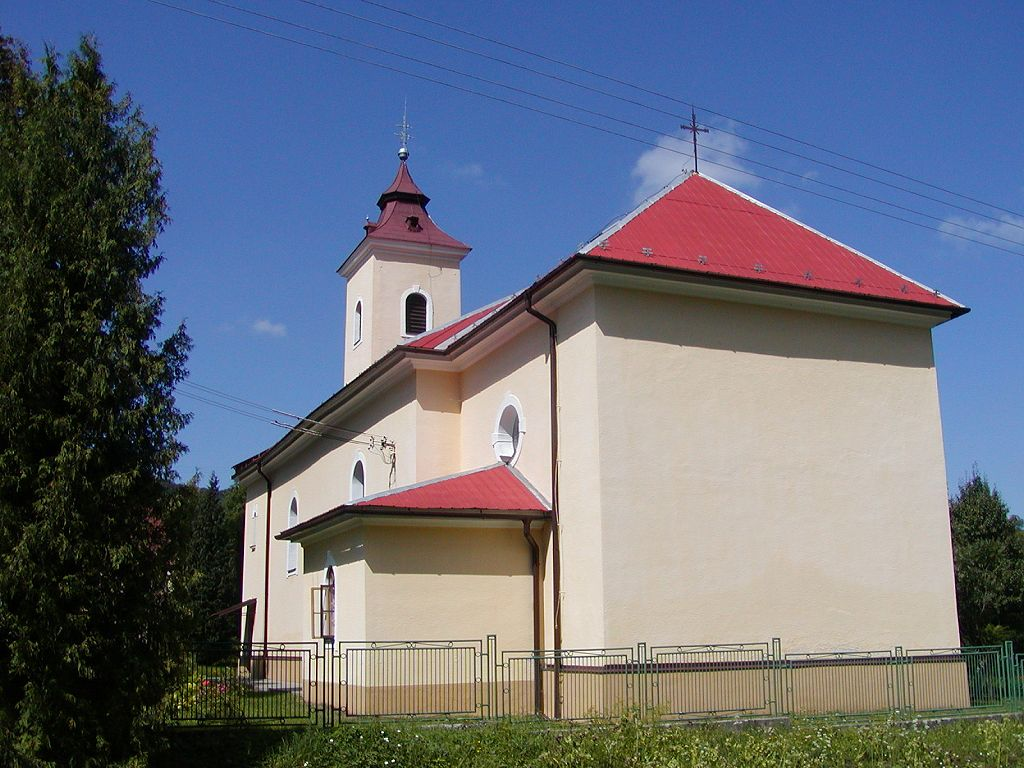
Horná Poruba

Horná Poruba (Hongaars: Felsőtölgyes, Duits: Oberporub) is een Slowaakse gemeente in de regio Trenčín, en maakt deel uit van het district Ilava.
Horná Poruba telt 1.069 inwoners.